# Depot von Krüden
Das Depot von Krüden (auch Hortfund von Krüden) ist ein Depotfund der frühbronzezeitlichen Aunjetitzer Kultur (2300–1550 v. Chr.) aus Krüden, einem Ortsteil der Gemeinde Aland im Landkreis Stendal (Sachsen-Anhalt). Das Depot befindet sich heute im Kreismuseum Osterburg.

## Fundgeschichte
Das Depot wurde 1940 beim Anlegen eines Entwässerungsgrabens gefunden. Es lag in 0,6 m Tiefe im moorigen Boden unter einer Torfschicht.

## Zusammensetzung
Das Depot besteht aus drei bronzenen Randleistenbeilen.